# Methotrexaat
Methotrexaat of MTX is een geneesmiddel dat het afweersysteem onderdrukt en ontstekingen remt. Methotrexaat wordt in lage dosering (5 tot 30 mg in een wekelijkse dosering) gebruikt bij aandoeningen zoals psoriasis, psoriatische artritis, reumatoïde artritis, multiple sclerose, de ziekte van Crohn, lupus erythematodes, colitis ulcerosa, sclerodermie, astma en sarcoïdose. In hoge dosering remt methotrexaat de groei van sommige tumoren waarmee het ingezet kan worden bij sommige soorten kanker, bijvoorbeeld bij leukemie. De dosering is dan vaak 1x per dag. Daarom staat de stof in Nederland op een lijst van geneesmiddelen waarvan de indicatie op het recept moet worden vermeld.
Sinds 1954 is methotrexaat internationaal op de markt. Een veel gebruikte benaming is MTX. Het is op recept verkrijgbaar. Het is te verkrijgen als tabletten en injecties voor in de thuissituatie of als infuus, meestal voor in het ziekenhuis.
Methotrexaat is een middel dat alleen voorgeschreven zou moeten worden indien de voorschrijver ervaring heeft met methotrexaat op oncologisch gebied (hoge doseringen), bij behandeling van psoriasis of reumatische aandoeningen (lage doseringen, 5 tot 30 mg eenmaal per week).
De stof is opgenomen in de lijst van essentiële geneesmiddelen van de WHO.

## Werking
Het middel is een foliumzuurantagonist. In tabletvorm is het middel makkelijk zelf in te nemen. Subcutane injecties met een sterkte van 25 mg/ml hebben dit voordeel niet maar veroorzaken iets minder vaak klachten aan maag en darm.
Doorgaans is een zekere tijd nodig voordat het middel effect sorteert. Deze periode kan oplopen tot twee à drie maanden. Ter overbrugging van deze periode wordt vaak tijdelijk andere medicatie gegeven.
Voorheen was het advies methotrexaat niet met melkproducten in te nemen, maar sinds 1 augustus 2012 is dit advies komen te vervallen.

## Kanker
Methotrexaat remt in hogere doseringen de groei van sommige tumoren. Het middel moet dan regelmatig dagelijks geslikt worden of via injecties toegediend. Methotrexaat remt de groei van de kankercellen doordat het de aanmaak van foliumzuur verhindert. Methotrexaat kan ook worden gebruikt om het terugkeren van kanker, zoals leukemie, te voorkomen. Wegens de hogere doseringen methotrexaat moet hier folinezuur in plaats van foliumzuur worden gebruikt.

## Reuma en psoriasis
Methotrexaat - in lage doseringen - onderdrukt het immuunsysteem; dit speelt een belangrijke rol bij het onderdrukken van een aantal reumatische aandoeningen en psoriasis. MTX heeft vooral effect op snel delende cellen. Bij psoriasis werkt het daarom op 2 manieren: de ontsteking en de te snel delende cellen in de huid worden aangepakt.

## Bijwerkingen
Doordat foliumzuur voor de celdeling noodzakelijk is remt methotrexaat niet alleen de aanmaak van nieuwe kankercellen, maar ook van gezonde cellen. Bijwerkingen uiten zich dan ook voornamelijk op plaatsen met snel delende cellen, zoals de maag en darmen, de huid, het haar en het bloed. Meestal schrijft de arts naast methotrexaat ook foliumzuur of folinezuur voor. Door deze stoffen vermindert de kans op bijwerkingen. Foliumzuur mag niet op de dag van het methotrexaat gebruik ingenomen worden. Meestal wordt methotrexaat 1 × per week geslikt of ingespoten en wordt foliumzuur in een dosering van 0,5 mg dagelijks gebruikt, behalve op de MTX dag. Foliumzuur kan ook in een 10 keer hogere dosis (5 mg) 1-2 × per week gebruikt worden in plaats van dagelijks. Ook dan mag het niet op dezelfde dag als MTX gebruikt worden.

### Verkeerde dosering
In september 2009 werd door de Inspectie voor de Gezondheidszorg aangekondigd dat een apotheker voor de tuchtraad gebracht zou worden die een dosering van methotrexaat van 1 maal per week dagelijks had verstrekt. De betreffende patiënte overleed als gevolg van deze vergissing 11 dagen na opname. De apotheker kreeg een waarschuwing. Over de periode 2007-september 2009 bleek dat precies dezelfde vergissing in Nederland 13 keer was voorgekomen, waarbij 7 gebruikers van methotrexaat de dood vonden.

## Hiv
In augustus 2013 berichtten Nederlandse zorgmedia dat een Afrikaanse arts vijf patiënten met hiv genezen had door ze methotrexaat te geven. Hij baseerde zijn behandeling op een Amerikaanse casus waarbij een patiënt van hiv genas na een beenmergtransplantatie. Zijn bevinding dat het hiv-virus zich schuilhoudt in het beenmerg leidde tot zijn keuze voor methotrexaat. De behandeling wekte de belangstelling van wetenschappers en dient nader geverifieerd te worden.